# Jacek Muller
Jacek Muller (ur. 3 listopada 1973 w Gdyni) – polski lekkoatleta, chodziarz.

## Osiągnięcia
Zawodnik Lechii Gdańsk i Floty Gdynia. Wicemistrz świata juniorów w chodzie na 10 km (Seul 1992). Brat bliźniak Grzegorza. 
Rekordzista Polski juniorów i juniorów młodszych w chodzie. 

## Rekordy życiowe
- chód na 5 kilometrów – 19:10,35 s. (14 czerwca 1997, Sopot[4]) – 4. wynik w historii polskiej lekkoatletyki
- chód na 10 kilometrów – 39:28,97 s. (20 czerwca 1993, Sopot[4]) – 4. wynik w historii polskiej lekkoatletyki
- chód na 20 kilometrów – 1:20:09 s. (12 czerwca 1993, Eschborn[4]) – 2. wynik w historii polskiej lekkiej atletyki
- chód na 50 kilometrów – 3:53:26 s. (21 września 1996, Zamość[4]) – 19. wynik w historii polskiej lekkiej atletyki